# Кагальничек (Кагальницкое сельское поселение)
Кагальничек — хутор в Кагальницком районе Ростовской области.
Входит в состав Кагальницкого сельского поселения.

## Население
| 2010 |
| ---- |
| 242  |

## Улицы
- пер. Колхозный,
- ул. Нижняя,
- пер. Речной,
- ул. Трудовая,
- ул. Цветная.